# Cerebratulus rubellus
Cerebratulus rubellus är en djurart som tillhör fylumet slemmaskar, och som först beskrevs av William Stimpson 1855.  Cerebratulus rubellus ingår i släktet fläsknemertiner, och familjen Cerebratulidae. Inga underarter finns listade i Catalogue of Life.